# اینتر پرایمو
اینتر پرایمو (انگلیسی: Inter Primo) شرکت صنایع شیمیایی دانمارکی است، که در سال ۱۹۵۹ تأسیس شد.